# Giuseppe Comini
Giuseppe Comini (Génova, 20 de septiembre de 1922-Pavía, 6 de abril de 2011) fue un deportista italiano que compitió en esgrima, especialista en la modalidad de sable. Ganó una medalla de plata en el Campeonato Mundial de Esgrima de 1955 en la prueba por equipos.

## Palmarés internacional
| Campeonato Mundial | Campeonato Mundial | Campeonato Mundial | Campeonato Mundial |
| Año                | Lugar              | Medalla            | Prueba             |
| ------------------ | ------------------ | ------------------ | ------------------ |
| 1955               | Roma (Italia)      | Medalla de plata   | Sable por equipos  |